# Lubāna
Lubāna (pronunciationⓘ) é uma cidade  letã que fica no Distrito de Madona junto do rio Aiviekste. Adquiriu o estatuto da cidade, em 1992, e a população atual é de 1974. O emblema é um pato de ouro em  fundo azul na parte superior e três linhas onduladas (parte de cima prata, parte inferior azul) na parte inferior.
Tem uma igreja luterana (construída em 1868-1872) e uma igreja católica, uma creche, uma escola secundária e 12 monumentos arqueológicos nacionais localizados no município de Lubāna: 
- antigo cemitério da Kreklu purvs,
- Abaine assentamento I, Abaine liquidação II,
- Dzedziekste contentar-mento I,
- Dzedziekste liquidação II,
- antigo cemitério da Meirāni (Guerra cemitério),
- Abora[2] assentamento I,
- Abora assentamento II,
- Līčagals liquidação e antigo cemitério,
- a liquidação Nainiekste,
- Visagals (Brākaļi) monte castelo e
- Zaļmežnieki antigo cemitério.